# Ferenc Molnár (calciatore 1884)
Ferenc Molnár (Budapest, 28 novembre 1884 – Budapest, 9 gennaio 1959) è stato un calciatore e allenatore di calcio ungherese, di ruolo centrocampista..
Anche i suoi fratelli Imre e Ödön sono stati anch'essi calciatori della nazionale ungherese.

## Carriera

### Calciatore
Fu calciatore dell'Újpesti TE, per tutta la carriera, tranne che per un periodo di due anni tra il 1907 e il 1909 nel BTC.
Giocò con la nazionale ungherese in due occasioni: la prima volta il 7 ottobre 1906 in amichevole contro la Boemia, la seconda un mese più tardi sempre in amichevole contro l'Austria.

### Allenatore
Nel 1926 allenò la nazionale lettone in quattro occasioni. L'anno successivo guidò la nazionale lituana in due incontri.

## Statistiche

### Cronologia presenze e reti in Nazionale
| Cronologia completa delle presenze e delle reti in nazionale ― Ungheria | Cronologia completa delle presenze e delle reti in nazionale ― Ungheria | Cronologia completa delle presenze e delle reti in nazionale ― Ungheria | Cronologia completa delle presenze e delle reti in nazionale ― Ungheria | Cronologia completa delle presenze e delle reti in nazionale ― Ungheria | Cronologia completa delle presenze e delle reti in nazionale ― Ungheria | Cronologia completa delle presenze e delle reti in nazionale ― Ungheria | Cronologia completa delle presenze e delle reti in nazionale ― Ungheria |
| Data                                                                    | Città                                                                   | In casa                                                                 | Risultato                                                               | Ospiti                                                                  | Competizione                                                            | Reti                                                                    | Note                                                                    |
| ----------------------------------------------------------------------- | ----------------------------------------------------------------------- | ----------------------------------------------------------------------- | ----------------------------------------------------------------------- | ----------------------------------------------------------------------- | ----------------------------------------------------------------------- | ----------------------------------------------------------------------- | ----------------------------------------------------------------------- |
| 7-10-1906                                                               | Praga                                                                   | Boemia                                                                  | 4 – 4                                                                   | Ungheria                                                                | Amichevole                                                              | -                                                                       |                                                                         |
| 4-11-1906                                                               | Budapest                                                                | Ungheria                                                                | 3 – 1                                                                   | Austria                                                                 | Amichevole                                                              | -                                                                       |                                                                         |
| Totale                                                                  |                                                                         | Presenze                                                                | 2                                                                       |                                                                         | Reti                                                                    | 0                                                                       |                                                                         |